# (17697) Evanchen
(17697) Evanchen est un astéroïde de la ceinture principale.

## Description
(17697) Evanchen est un astéroïde de la ceinture principale. Il fut découvert le 10 mars 1997 à Socorro (Nouveau-Mexique) par le projet LINEAR. Il présente une orbite caractérisée par un demi-grand axe de 3,00 UA, une excentricité de 0,03 et une inclinaison de 10,3° par rapport à l'écliptique.

## Compléments